# Niclas Füllkrug
Niclas Füllkrug (Hannover, 9 de febrero de 1993) es un futbolista alemán. Juega de delantero y su equipo es el West Ham United F. C. de la Premier League.
Formado en las inferiores del Werder Bremen, Füllkrug comenzó su carrera profesional en el equipo reserva del club. Tras ser parte del primer equipo del club, el delantero fue enviado a préstamo al Greuther Fürth en la temporada 2013-14 y luego fichó por el 1. FC Núremberg donde jugó durante dos temporadas. En 2016 fichó por el Hannover 96 y regresó al Werder Bremen en la temporada 2019-20.

## Trayectoria

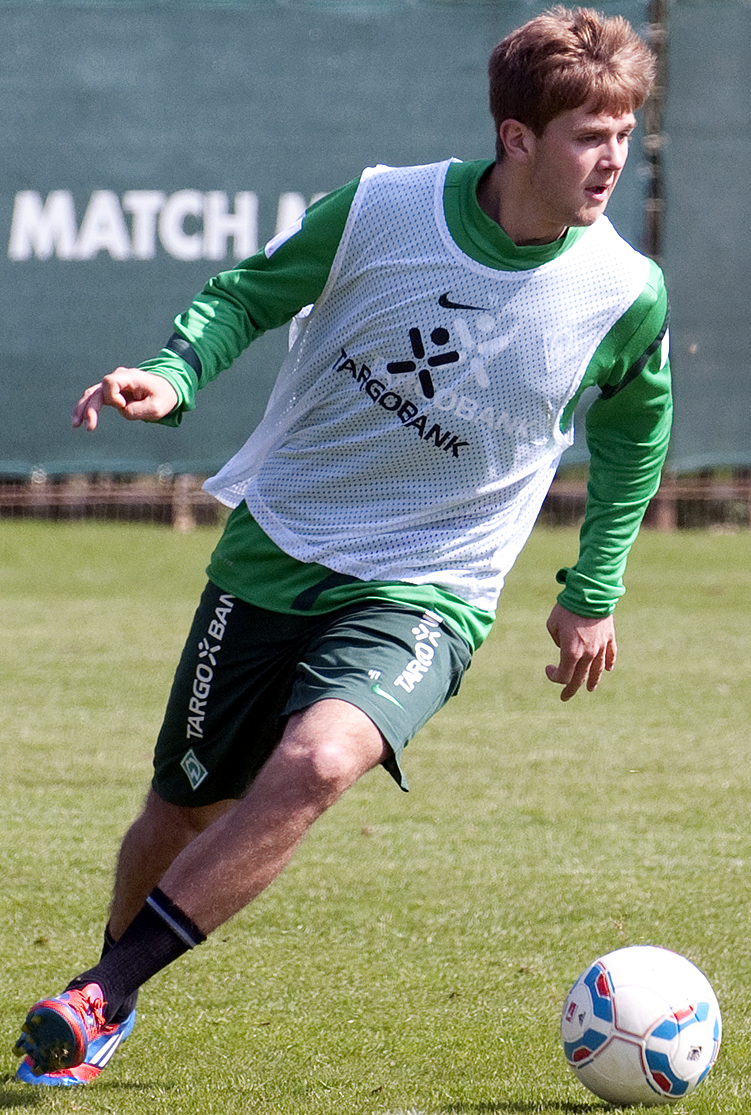
Füllkrug entrenando con el Werder Bremen.

### Werder Bremen
Formado en la cantera del Werder Bremen, fue promovido al segundo equipo del club en la temporada 2010-11.
Su equipo lo envió a préstamo al Greuther Fürth el 24 de agosto de 2013 por toda la temporada 2013-14. El 2 de noviembre de 2013 anotó cuatro goles, incluido un hat-trick en 12 minutos, en la goleada por 6-2 al Erzgebirge Aue. Con una racha de 6 goles en 18 partidos, una lesión en el tobillo derecho lo dejó fuera de las canchas por cuatro semanas.

### 1. FC Núremberg
En 2014, Füllkrug fichó por el 1. FC Núremberg.

### Hannover 96
En julio de 2016 fichó el Hannover 96 por cuatro años, en una transferencia reportada de 2 millones de euros.
El 13 de enero de 2018 anotó un hat-trick al Maguncia 05. Con una racha goleadora esa temporada, Füllkrug fue nombrado en listas preliminares para formar parte de la selección de Alemania.
Su última temporada en el Hannover estuvo marcada por una lesión de rodilla, la que lo dejó fuera de muchos encuentros.

### Regreso al Werder Bremen
En abril de 2019 se anunció su regreso al Werder Bremen para la temporada 2019-20. En cuatro temporadas anotó 46 goles y logró acabar la temporada 2022-23 como máximo goleador de la 1. Bundesliga con 16 tantos, empatado con Nkunku.

### Borussia Dortmund
Tras su rendimiento en Bremen, en agosto de 2023 firmó por el Borussia Dortmund hasta 2026. Con el equipo liderado por Edin Terzić logró debutar en Liga de Campeones y consiguió alcanzar la final de la misma, donde cayeron derrotados ante el Real Madrid.

### West Ham United F. C.
El 5 de agosto de 2024 abandonó su país para fichar por el West Ham United F. C. de la Premier League.

## Selección nacional
Fue internacional en categorías inferiores con la selección de Alemania entre 2010 y 2014.
En noviembre de 2022 fue convocado con la absoluta para participar en el Mundial. Debutó en un amistoso previo al inicio del torneo ante Omán en el que marcó el único tanto del partido.

#### Participaciones en Copas del Mundo
| Mundial           | Sede  | Resultado    | Partidos | Goles |
| ----------------- | ----- | ------------ | -------- | ----- |
| Copa Mundial 2022 | Catar | Primera fase | 3        | 2     |

#### Participaciones en Eurocopas
| Copa          | Sede     | Resultado        | Partidos | Goles |
| ------------- | -------- | ---------------- | -------- | ----- |
| Eurocopa 2024 | Alemania | Cuartos de final | 5        | 2     |

## Estadísticas
Actualizado al último partido disputado el 25 de mayo de 2025.
| Club                             | Div.          | Temporada     | Liga  | Liga  | Copas nacionales | Copas nacionales | Copas internacionales | Copas internacionales | Total | Total |
| Club                             | Div.          | Temporada     | Part. | Goles | Part.            | Goles            | Part.                 | Goles                 | Part. | Goles |
| -------------------------------- | ------------- | ------------- | ----- | ----- | ---------------- | ---------------- | --------------------- | --------------------- | ----- | ----- |
| Werder Bremen II · Alemania      | 3.ª           | 2011-12       | 22    | 5     | ―                | ―                | ―                     | ―                     | 22    | 5     |
| Werder Bremen · Alemania         | 1.ª           | 2011-12       | 11    | 1     | 0                | 0                | ―                     | ―                     | 11    | 1     |
| Werder Bremen II · Alemania      | 4.ª           | 2012-13       | 4     | 5     | ―                | ―                | ―                     | ―                     | 4     | 5     |
| Werder Bremen II · Alemania      | Total club    | Total club    | 26    | 10    | 0                | 0                | 0                     | 0                     | 26    | 10    |
| Werder Bremen · Alemania         | 1.ª           | 2012-13       | 12    | 1     | 1                | 1                | ―                     | ―                     | 13    | 2     |
| Werder Bremen · Alemania         | 1.ª           | 2013-14       | 0     | 0     | 1                | 0                | ―                     | ―                     | 1     | 0     |
| SpVgg Greuther Fürth · Alemania  | 2.ª           | 2013-14       | 23    | 6     | 1                | 0                | ―                     | ―                     | 24    | 6     |
| SpVgg Greuther Fürth · Alemania  | Total club    | Total club    | 23    | 6     | 1                | 0                | 0                     | 0                     | 24    | 6     |
| F. C. Núremberg · Alemania       | 2.ª           | 2014-15       | 24    | 3     | 1                | 0                | ―                     | ―                     | 25    | 3     |
| F. C. Núremberg · Alemania       | 2.ª           | 2015-16       | 32    | 14    | 2                | 1                | ―                     | ―                     | 34    | 15    |
| F. C. Núremberg · Alemania       | Total club    | Total club    | 56    | 17    | 3                | 1                | 0                     | 0                     | 59    | 18    |
| F. C. Núremberg II · Alemania    | 4.ª           | 2015-16       | 1     | 0     | ―                | ―                | ―                     | ―                     | 1     | 0     |
| F. C. Núremberg II · Alemania    | Total club    | Total club    | 1     | 0     | 0                | 0                | 0                     | 0                     | 1     | 0     |
| Hannover 96 · Alemania           | 2.ª           | 2016-17       | 27    | 5     | 2                | 0                | ―                     | ―                     | 29    | 5     |
| Hannover 96 · Alemania           | 1.ª           | 2017-18       | 34    | 14    | 2                | 2                | ―                     | ―                     | 36    | 16    |
| Hannover 96 · Alemania           | 1.ª           | 2018-19       | 14    | 2     | 1                | 1                | ―                     | ―                     | 15    | 3     |
| Hannover 96 · Alemania           | Total club    | Total club    | 75    | 21    | 5                | 3                | 0                     | 0                     | 80    | 24    |
| Werder Bremen · Alemania         | 1.ª           | 2019-20       | 10    | 4     | 1                | 0                | ―                     | ―                     | 11    | 4     |
| Werder Bremen · Alemania         | 1.ª           | 2020-21       | 19    | 6     | 2                | 0                | ―                     | ―                     | 21    | 6     |
| Werder Bremen · Alemania         | 2.ª           | 2021-22       | 33    | 19    | 1                | 0                | ―                     | ―                     | 34    | 19    |
| Werder Bremen · Alemania         | 1.ª           | 2022-23       | 28    | 16    | 2                | 0                | ―                     | ―                     | 30    | 16    |
| Werder Bremen · Alemania         | 1.ª           | 2023-24       | 2     | 0     | 1                | 1                | ―                     | ―                     | 3     | 1     |
| Werder Bremen · Alemania         | Total club    | Total club    | 115   | 47    | 9                | 2                | 0                     | 0                     | 124   | 49    |
| Borussia Dortmund · Alemania     | 1.ª           | 2023-24       | 29    | 12    | 1                | 0                | 13                    | 3                     | 43    | 15    |
| Borussia Dortmund · Alemania     | Total club    | Total club    | 29    | 12    | 1                | 0                | 13                    | 3                     | 43    | 15    |
| West Ham United F. C. Inglaterra | 1.ª           | 2024-25       | 18    | 3     | 2                | 0                | ―                     | ―                     | 20    | 3     |
| West Ham United F. C. Inglaterra | Total club    | Total club    | 18    | 3     | 2                | 0                | 0                     | 0                     | 20    | 3     |
| Total carrera                    | Total carrera | Total carrera | 343   | 116   | 21               | 6                | 13                    | 3                     | 377   | 125   |
| 1. 2. 3.                         |               |               |       |       |                  |                  |                       |                       |       |       |

## Palmarés

### Distinciones individuales
| Distinción                                     | Año  |
| ---------------------------------------------- | ---- |
| Máximo goleador de la 1. Bundesliga (16 goles) | 2023 |

## Vida personal
Es apodado "Lücke" ("Grieta" en alemán), porque le falta uno de sus incisivos.